# Vážna
Vážna je potok na horním Pohroní, ve východní části okresu Banská Bystrica. Je to pravostranný přítok Hronu a měří 9,7 km. Vytváří Hiadeľskou dolinu, v její střední části napájí malou vodní nádrž.
Pramen: v Nízkých Tatrách přímo pod Hiadeľským sedlem (1 099,0 m n. m.) v nadmořské výšce kolem 1 080 m n. m.
Směr toku: převážně severojižní, na dolním toku více na jihojihovýchod
Geomorfologické celky: 1.Nízké Tatry, podsestava Ďumbierské Tatry, 2.Zvolenská kotlina, podsestava Bystrické podolie
Přítoky: zprava od kóty 747,4 m, zleva z jižního úpatí Prašivé (1 651,8 m n. m.)
Ústí: do Hronu východně od obce Lučatín v nadmořské výšce kolem 391 m n. m.
Obce: Hiadeľ